# Gyula Dobó
Gyula Dobó (9 ottobre 1890 – 15 luglio 1955) è stato un calciatore ungherese, di ruolo attaccante.

## Carriera

### Club
Nato nel 1891, a 17 anni iniziò a giocare a calcio con il BTC Budapesti, dove rimase fino al 1914.
Nel 1915 passò all'MTK Budapest, restandovi fino al 1922 e conquistando 6 campionati ungheresi consecutivi, dal 1917 al 1922.
Nella stagione 1925-1926 giocò nella Terza Divisione italiana con l'Empoli, realizzando 4 reti nelle 10 gare totali del campionato, concluso al 2º posto, 1 punto dietro alla Carrarese.

### Nazionale
Nel periodo 1910-1913 giocò 3 partite segnando 2 gol con la nazionale ungherese, esordendo il 1º maggio 1910 nell'amichevole in trasferta a Vienna contro l'Austria, realizzando il momentaneo 1-1 all'8' nella gara persa per 2-1.

## Statistiche

### Cronologia presenze e reti in nazionale
| Cronologia completa delle presenze e delle reti in nazionale ― Ungheria | Cronologia completa delle presenze e delle reti in nazionale ― Ungheria | Cronologia completa delle presenze e delle reti in nazionale ― Ungheria | Cronologia completa delle presenze e delle reti in nazionale ― Ungheria | Cronologia completa delle presenze e delle reti in nazionale ― Ungheria | Cronologia completa delle presenze e delle reti in nazionale ― Ungheria | Cronologia completa delle presenze e delle reti in nazionale ― Ungheria | Cronologia completa delle presenze e delle reti in nazionale ― Ungheria |
| Data                                                                    | Città                                                                   | In casa                                                                 | Risultato                                                               | Ospiti                                                                  | Competizione                                                            | Reti                                                                    | Note                                                                    |
| ----------------------------------------------------------------------- | ----------------------------------------------------------------------- | ----------------------------------------------------------------------- | ----------------------------------------------------------------------- | ----------------------------------------------------------------------- | ----------------------------------------------------------------------- | ----------------------------------------------------------------------- | ----------------------------------------------------------------------- |
| 1-5-1910                                                                | Vienna                                                                  | Austria                                                                 | 2 – 1                                                                   | Ungheria                                                                | Amichevole                                                              | 1                                                                       |                                                                         |
| 26-5-1910                                                               | Budapest                                                                | Ungheria                                                                | 6 – 1                                                                   | Italia                                                                  | Amichevole                                                              | 1                                                                       |                                                                         |
| 26-10-1913                                                              | Budapest                                                                | Ungheria                                                                | 4 – 3                                                                   | Austria                                                                 | Amichevole                                                              | -                                                                       |                                                                         |
| Totale                                                                  |                                                                         | Presenze                                                                | 3                                                                       |                                                                         | Reti                                                                    | 2                                                                       |                                                                         |

## Palmarès

### Club

#### Competizioni nazionali
- Campionato ungherese: 6

MTK Budapest: 1916-1917, 1917-1918, 1918-1919, 1919-1920, 1920-1921, 1921-1922